# Ponte Ernesto Dornelles
A Ponte Ernesto Dornelles é uma ponte em arco sobre o Rio das Antas, entre os municípios de Bento Gonçalves e Veranópolis, no estado do Rio Grande do Sul, Brasil. Faz parte da rodovia BR-470. É informalmente conhecida também como Ponte do Rio das Antas ou Ponte dos Arcos.
A ponte não possui pilares apoiados no leito do rio. A estrutura de sustentação em concreto armado é formada por dois arcos paralelos, com um vão livre de 186 metros de extensão entre os pontos de apoio, situados nas margens do rio. A pista passa por entre os arcos, com uma extensão total de 227 metros.
É considerada uma das maiores pontes em arcos paralelos suspensos do mundo. A ponte foi projetada pelo célebre engenheiro Antonio Alves de Noronha, que foi professor catedrático da Escola Politécnica da Universidade Federal do Rio de Janeiro e responsável por outros inúmeros projetos de cálculo no país, a frente do escritório Noronha S.A.
A ponte está representada no logotipo do Departamento Autônomo de Estradas de Rodagem do Estado do Rio Grande do Sul embora a rodovia a qual ela faz parte atualmente pertença à união.